# لوکا ورنا
لوکا ورنا (انگلیسی: Luca Verna؛ زادهٔ ۲۱ ژوئن ۱۹۹۳) بازیکن فوتبال اهل ایتالیا است.
از باشگاه‌هایی که در آن بازی کرده‌است می‌توان به باشگاه فوتبال کیه‌وو ورونا اشاره کرد.